# Sauvane Delanoë
Pour les articles homonymes, voir Delanoë.
 (octobre 2019).
Si vous disposez d'ouvrages ou d'articles de référence ou si vous connaissez des sites web de qualité traitant du thème abordé ici, merci de compléter l'article en donnant les références utiles à sa vérifiabilité et en les liant à la section « Notes et références ».
Sauvane Delanoë est une actrice et adaptatrice française, spécialisée dans le doublage.

## Biographie
Fille de l'actrice et directrice artistique Nadine Delanoë, Sauvane Delanoë fait ses débuts dans le doublage en octobre 1983 mais c'est trois ans plus tard qu'elle est remarquée en prêtant sa voix au personnage de Fievel dans le long métrage d'animation de Don Bluth, Fievel et le Nouveau Monde.
En 1987, elle enregistre Dis-moi pourquoi en duo avec Chantal Goya, qui paraît sur l'album de cette dernière Le monde tourne à l'envers, ainsi que sur la face B du 45 tours Maître Renard (1988).
Spécialisée dans le doublage, elle double notamment régulièrement des petits garçons : elle est ainsi la voix française de Ben Tennyson enfant, le héros de la franchise Ben 10, dans les séries d'animation Ben 10, Ben 10: Ultimate Alien et Ben 10: Omniverse mais aussi de Quincy dans Les Petits Einstein, Jake dans Jake et les Pirates du Pays imaginaire ou Willy dans la troisième série de Maya l'abeille.

## Doublage

### Cinéma

#### Films
- 1971[2] : Charlie et la Chocolaterie : Madeline Durkin (Madeline Stuart)
- 1983[2] : Flashdance : Heels (Durga McBroom)
- 1984 : La Corde raide : Penny Block (Jennifer Beck)
- 1992 : Le Dernier Samaritain : Darian Hallenbeck (Danielle Harris)
- 1992 : La Famille Addams : Mercredi Addams (Christina Ricci)
- 1994 : À chacun sa guerre : Elvadine (LaToya Chisholm)
- 1995 : Casper : Amber (Jessica Wesson)
- 1995 : Souvenirs de l'au-delà : Regina (Alicia Silverstone)
- 1998 : Les Misérables : Cosette (Claire Danes)
- 1999 : L'Arriviste : Tracy Flick (Reese Witherspoon)
- 1999 : L'Ombre d'un soupçon : Shyla Mumford (Ariana Thomas)
- 2000 : Belles à mourir : Tammy Curry (Brooke Bushman)
- 2001 : American Girls : Courtney (Clare Kramer)
- 2007 : Caramel : voix additionnelles
- 2008 : High School Musical 3 : Nos années lycée : Taylor McKessie (Monique Coleman)
- 2017 : Handsome : Une comédie policière Netflix : ? ( ? )
- 2022 : Tic et Tac, les rangers du risque : Tic jeune (Mason Blomberg) (voix)

#### Films d'animation
- 1953[3] : Peter Pan : La Plume, l'enfant perdu en renard
- 1986 : Fievel et le Nouveau Monde : Fievel Souriskewitz
- 1987 : Le Piano magique de Sparky : Sparky
- 1987 : Alice de l'autre côté du miroir : Alice
- 1989 : Le Petit Dinosaure et la Vallée des merveilles : Cera (1er doublage)
- 1989 : Oliver et Compagnie : Jennifer
- 1989 : Madeline : Nona
- 1991 : Fievel au Far West : Tanya Souriskewitz
- 1999 : Animaniacs, le film : Wakko et l'Étoile magique : Noisette
- 2002 : Les Supers Nanas, le film : Belle
- 2005 : Les Petits Einstein : Notre super aventure (en) : Quincy
- 2007 : Shuriken School, le film : Daisuke Togakame
- 2007 : Barbie, princesse de l'Île merveilleuse : Tallulah (chant)
- 2008 : Les Rebelles de la forêt 2 : Charlene
- 2015 : La Grande Aventure de Maya l'abeille : Willy
- 2015 : Dofus, livre 1 : Julith : Joris Jurgen
- 2018 : Maya l'abeille 2 : Les Jeux du miel : Willy

### Télévision

#### Téléfilms
- Aubree Miller dans : 
  - L'Aventure des Ewoks (1985) : Cindel Towani (1er doublage)
  - La Bataille d'Endor (1986) : Cindel Towani (1er doublage)
- Monique Coleman dans :
  - High School Musical : Premiers pas sur scène (2006) : Taylor McKessie
  - High School Musical 2 (2007) : Taylor McKessie
- 2007 : Ben 10 : Course contre-la-montre : Ben Tennyson (Graham Phillips)

#### Séries télévisées
- Marla Sokoloff dans :
  - The Practice (1997-2001) :  Lucy Hatcher (1re voix, saisons 2 à 5)
  - Desperate Housewives (2004-2005) : Claire (3 épisodes)
  - Drop Dead Diva (2009) : Mia Reynolds (saison 1, épisode 8)
  - Croqueuse d'hommes (2009) : Jennifer Ellenbach (mini-série)
  - Meteor : Le Chemin de la destruction (2009) : Imogene O'Neil (mini-série)
- Heather McComb dans :
  - Profiler (1997-1998) :  Frances Malone (17 épisodes)
  - La Vie à cinq (1998-1999) : Maggie (11 épisodes)
  - Prison Break (2008) : Rita Morgan (4 épisodes)

- Becky Wahlstrom dans :
  - Le Monde de Joan (2003-2005) : Grace Polk (44 épisodes)
  - Grey's Anatomy (2007) : Lisa (saison 3, épisodes 22 et 23)
  - Ghost Whisperer (2007) : Stacey Adler (saison 3, épisode 6)

- Kathleen Munroe dans :
  - Beautiful People (2005-2006) : Annabelle Banks (15 épisodes)
  - Les Experts : Manhattan (2008-2012) : Samantha Flack (4 épisodes)
  - Stargate Universe (2010-2011) : Dr Amanda Perry (4 épisodes)

- Sally Pressman dans :
  - American Wives (2007-2013) :  Roxy LeBlanc (105 épisodes)
  - Scandal (2013) : Candace Marcus (3 épisodes)

- Amanda Schull dans :
  - Ghost Whisperer (2009) : Emily Harris (saison 4, épisode 15)
  - Les Frères Scott (2009-2010) : Sara Evans/Katie Ryan (12 épisodes)

- 1988 : Cosby Show : Stanley (Merlin Santana) (7 épisodes)
- 1992-1995 : La Fête à la maison : Nicky Katsopolis (Blake Tuomy-Wilhoit) (70 épisodes)
- 1995 : Les Langoliers : Dinah Catherine Bellman (Kate Maberly) (mini-série)
- 1996 : Le Titanic : Osa Loudvigcen (Sonsee Ahray) (mini-série)
- 1996 : Le Caméléon : Miss Parker enfant (Ashley Peldon) (quelques épisodes)
- 1997-2000 : Sauvés par le gong : La Nouvelle Classe : Liz Miller (Ashley Lyn Cafagna) (saisons 5 à 7)
- 1998 : Brooklyn South : l'officier Christine Bannon (Erika Eleniak)
- 1999 : Le Loup-garou du campus :  Stacey Hanson (Rachelle Lefèvre) (saison 1)
- 1999-2002 : Providence : Joanie Hansen (Paula Cale)
- 1999-2006 / 2009-2010 : Les Feux de l'amour : Mackenzie Browning (Ashley Bashioum, Nicole Tarantini, Kelly Kruger, Rachel Kimsey puis Clementine Ford) (704 épisodes)
- 2000 : Normal, Ohio : Kimberly Miller (Julia McIlvaine)
- 2001-2004 : Gilmore Girls : Madeline Lynn (Shelly Cole) (2e voix, saisons 2 à 4)
- 2002 : Dinotopia : Marion (Katie Carr) (mini-série)
- 2003 : Scrubs : Jamie Moyer (Amy Smart) (saison 2)
- 2003 : The Shield : Evette Montano (Ashley Bashioum (en)) (saison 2, épisode 11)
- 2004-2006 : Coups de génie : Verity McGuire (Emma Leonard)
- 2005-2006 : La Vie de palace de Zack et Cody : Marie-Margaret (Monique Coleman) (6 épisodes)
- 2006 : Runaway : Amber (Leah Cudmore)
- 2006-2007 : Veronica Mars : Parker Lee (Julie Gonzalo) (21 épisodes)
- 2007 : South Beach : Maggie (Meghan Ory)
- 2008 : Power Rangers : Opération Overdrive : Ronny Robinson (Caitlin Murphy)
- 2012 : True Blood : Molly (Tina Majorino) (saison 5)
- 2012 : Body of Proof : l’investigatrice Fontana (Amy Vorpahl) (saison 2, épisode 17)
- 2015 : Sense8 : une gardienne de prison (Hye Ryon Lee) (4 épisodes)

#### Séries d'animation
- 1987 : Princesse Sarah : Lottie (1ers épisodes)
- 1988 : Richie Rich : Gloria
- 1992 : Les Aventures de Fievel au Far West : Tanya Souriskewitz
- 1993 : Les Pastagums : Poucette
- 1993-2002 : Les Histoires du père Castor : Câline
- 1994-1999 : Animaniacs : Noisette l'écureuil (33 épisodes), Pacha (épisode 11)
- 1995 : Dino Juniors : Labréa
- 1998 : Papyrus : Tiya
- 1998 : Hé Arnold ! : Gloria (épisode 18)
- 1998-2005 : Les Supers Nanas : Belle
- 2000-2009 : Ed, Edd et Eddy : Sarah
- 2001 : El Hazard : Les Mondes alternatifs : Arielle
- 2002-2003 : Les Vacances de Piwi : Ressort / Samantha
- 2004 : Lucie : Lucie / Tom
- 2005 : Bromwell High : Natella
- 2005-2007 : Krypto le superchien : Kevin
- 2005-2007 : Skyland : Cheng
- 2006-2007 : Shuriken School : Daisuke Togakame / Marcos Gonzalez
- 2006-2007 : Les Supers Nanas Zeta : Belle
- 2006-2010 : Les Petits Einstein : Quincy
- 2007-2008 : Ben 10 : Ben Tennyson / Biotech
- 2007-2009 : Monster Buster Club : Chris / voix additionnelles
- 2008 : Le Club des cinq : Nouvelles Enquêtes : Jo
- 2008 : Chi : Une vie de chat : Yohei (1re voix, saison 1)
- 2008-2018 : Magic : Tom
- 2009 : Le Monde de Pahé : Pahé
- 2009 : Waybuloo : Nok Tok
- 2009-2011 : Batman : L'Alliance des héros : Fire / Batman enfant (saison 2, épisode 26)
- 2009-2014 : Le Petit Nicolas : Clotaire et Joachim
- 2010 : Gurren Lagann : Adiane
- 2010 : Wakfu : Mica (épisode 23)
- 2011 : Pok et Mok : Mok
- 2011 : Club Penguin : voix additionnelles
- 2011-2013 : Ben 10: Ultimate Alien : Ben Tennyson enfant
- 2011-2016 : Jake et les Pirates du Pays imaginaire : Jake
- depuis 2011 : Bubulle Guppies : Luna
- 2012-2013 : Maya l'abeille : Willy
- 2012-2016 : Martine : Jérémy
- 2012-2022 : Les P'tits Diables : Tom
- 2013-2014 : Dofus : Aux trésors de Kerubim : Joris
- 2013-2015 : Ben 10: Omniverse : Ben Tennyson enfant
- 2015 : Les Grandes Grandes vacances : Marcellin Morteau
- 2016-2019 : Les Supers Nanas : Belle
- 2016-2021 : Ben 10 : Ben Tennyson, Biotech et voix additionnelles
- 2017 : Will, la série : Will
- 2017 : La Tribu Monchhichi: voix additionnelles
- 2017-2021 : Vampirina : Edgar
- 2018 : Planète Harvettes : Audrey
- 2018-2019 : Kung Fu Panda : Les Pattes du destin : Bao
- 2019 : Rilakkuma et Kaoru : Tokio
- depuis 2021 : Presto ! le Manoir Magique : Dylan
- depuis 2021 : Toukin, le chien-requin (en) : Toukin et Dennis
- depuis 2021 : Gabby et la Maison magique : Spongi l'épongeosaure
- 2022 : Les Aventures de Rilakkuma au parc d'attractions : Tokio
- 2023 : Strange Planet (en) : la conciliatrice
- 2024 : Véra : Saweetie[n 1] (saison 2, épisode 11)

### Jeux vidéo
- 2001 : Tibère découvre les 5 sens : Ojo
- 2004 : Dofus : Joris Jurgen
- 2008 : Fable II : Rose
- 2011 : Star Wars: The Old Republic : voix additionnelles
- 2015 : The Witcher 3: Wild Hunt : Jeannot le célicole

## Adaptation

### Cinéma
- 2022 : Hollywood Stargirl
- 2022 : Coup de théâtre

### Télévision

#### Téléfilms
- 2020 : L'École de la magie

#### Séries télévisées
- Incorrigible Cory[4]
- Caroline in the City
- Austin et Ally
- Longmire[5]
- Coop et Cami
- Le Secret de la plume[réf. nécessaire]
- Sidney au max
- Home Before Dark[6]
- Mythic Quest[7]
- The Righteous Gemstones
- How I Met Your Father
- Raven (saison 5)
- 2025 : The Bear (saison 4)

#### Séries d'animation
- Drôles de monstres[8]
- Titi et Grosminet mènent l'enquête[9]
- Hé Arnold ![10]
- Cyborg 009[11]
- Totally Spies![12]
- Krypto le superchien[13]
- Juniper Lee
- LoliRock
- Vixen[14]
- Shérif Callie au Far West
- La Bande à Picsou
- Craig de la crique[15]
- She-Ra et les Princesses au pouvoir (saison 3, épisodes 3, 5 et 7 ; saison 5, épisodes 11 et 13[16])
- Axel et les Power Players[17]
- Centaurworld[18]
- Star Wars: Visions
- Hamster et Gretel
- Strange Planet (en)

## Anecdotes
- Après avoir interprété le rôle de Fievel dans Fievel et le Nouveau Monde, elle interprète sa grande sœur, Tanya, dans le film suivant et la série dérivée.
- Sauvane Delanoë a doublé Willy, un des personnages principaux dans la troisième série de Maya l'abeille (2012-2017), dont sa mère Nadine a été la voix originale française trente ans plus tôt.